# جون جويس (لاعب كريكت)
جون جويس (5 ديسمبر 1868 في المملكة المتحدة - 17 أبريل 1938 في فرنسا) (بالإنجليزية: John Joyce)‏ هو لاعب كريكت بريطاني وبريطاني (وحمل سابقاً جنسية المملكة المتحدة لبريطانيا العظمى وأيرلندا). لعب مع نادي مقاطعة ليسترشاير للكريكت ‏.

## وصلات خارجية
- جون جويس على موقع إي آس بي آن كريك إنفو (الإنجليزية)